# ジョルジュ・エネスク国際コンクール
ジョルジュ・エネスク国際コンクール（ジョルジュ・エネスクこくさいコンクール、英: George Enescu International Competition）はルーマニアの首都ブカレストで行われ続けている国際音楽コンクール。チャイコフスキー国際コンクールと同様にコンクール名に「音楽」（Music）が付かない。

## 概要
ジョルジュ・エネスク・フェスティバルの一環として行われる。2011年から、ピアノ、ヴァイオリン、チェロ、作曲の4部門からなる。WFIMCへ加盟したのは1961年、AAFに加盟したのは2006年からである。
多くの国際ピアノコンクールがレパートリーを減らす中、エネスク国際のピアノ部門の課題曲は据え置かれており、2024年の要求は一次30分、二次50分、セミファイナル60分、本選協奏曲1曲で、今となっては浜松国際ピアノコンクールや高松国際ピアノコンクールよりも要求が大きい。第一次予選で複数の練習曲、第二次予選でベートーヴェンのソナタを課題曲として置く保守的かつ古典的な仕様のコンクールは、ポリコレ全盛の現在では珍しい。ヴァイオリンやチェロ部門も、課題が仙台国際音楽コンクールやエリザベート王妃国際音楽コンクールより重い。
第三次予選にジョルジュ・エネスクの作品がピアノ、チェロ、ヴァイオリンの各部門で必修になっているおかげで、日本人勢は苦戦している。かつてヴァイオリン部門では日本人の受賞者がいなかったが、2024年に初めて金川真弓が受賞（優勝）した（同年は木村和奏も第3位受賞）。
作曲部門の要求は、偶然だが、日本音楽コンクール作曲部門と非常によく似ている。ただし、2024年は作曲部門（室内楽作品）では独奏曲の応募ができないし、チェレスタやハーモニウムの使用は初めて不可となった。WFIMCに加盟し、なおかつ3管編成の14型管弦楽曲の未発表の公募を23年以上に渡り行い続けているのは、2024年現在このコンクールだけである。

## 各部門の優勝者

### ピアノ部門
《出典：》
- 2024年 ロマーン・ロパティンスキー（ウクライナ）[5]
- 2022年 Alexandra Segal（イスラエル）
- 2020年/2021年 Yeon-Min Park（韓国）
- 2018年 Daria Parkhomenko（ロシア）
- 2016年 Viktoria Vassilenko（ブルガリア）
- 2014年 ホス・デ・ソラウン（英語版）（スペイン）
- 2011年 該当者なし
- 2009年 アミール・テベニキン（英語版）（トルコ）
- 2007年 エドゥアルト・クンツ（ロシア）
- 2005年 イリーナ・ザハレンコワ（英語版）（エストニア）
- 2003年 イローナ・ティムチェンコ（英語版）（ロシア）
- 2001年 ディアナ・イオネスク（英語版）（ルーマニア）
- 1999年 開催せず
- 1991年 ダニエル・ゴイツィ（英語版）（ルーマニア）
- 1970年 ドミトリー・アレクセーエフ（ソ連）
- 1967年 ラドゥ・ルプ（ルーマニア）、Samuel Alumjan（ソ連）
- 1964年 エリザーベト・レオンスカヤ（ジョージア）
- 1961年 該当者なし
- 1958年 李名強（英語版）（中国）

### ヴァイオリン部門
《出典：》
- 2024年 金川真弓（日本）[5]
- 2022年 Maria Marica（ルーマニア）
- 2020年/2021年 Valentin Şerban（ルーマニア）
- 2018年 該当者なし
- 2016年 Gyehee Kim（김계희、韓国）
- 2014年 ステファン・タララ（wikidata）（ルーマニア/ドイツ）
- 2011年 該当者なし
- 2009年 Nadrzycki Jarolaw（ポーランド）
- 2007年 アンナ・ティフ（英語版）（イタリア）
- 2005年 ヴァレリー・ソコロフ（英語版）（ウクライナ）
- 2003年 エウジェン・ティチンデレアヌ（wikidata）（ルーマニア）
- 2001年 ネマニャ・ラドゥロビッチ（ユーゴスラビア）
- 1999年 アレクサンドル・トメスカウ（英語版）（ルーマニア）
- 1991年 ダン・クラウディウ・ヴォルニチェル（ルーマニア語版）（ルーマニア）
- 1970年 シルヴィア・マルコヴィチ（英語版）（ルーマニア）
- 1967年 ジノ・ヴィニコフ（ソ連）
- 1964年 クレール・ベルナール（フランス）
- 1961年 ニナ・ベイリナ（ソ連）
- 1958年 シュテファン・ルハ（ルーマニア）

### チェロ部門
《出典：》
- 2024年 北村陽（日本）[5]
- 2022年 ベンジャミン・クルイトホフ（ルクセンブルク語版）（ルクセンブルク）
- 2020年/2021年 ハン・ジェミン（Jaemin Han、韓国）
- 2018年 マルセル・ヨハネス・キッツ（エストニア語版）（エストニア）
- 2016年 ズラトミール・ファン（wikidata）（ブルガリア/中国）
- 2014年 Eun-Sun Hong（홍은선、韓国）
- 2011年 Bonian Tian（中国）

### 作曲部門
《出典：》

#### 管弦楽作品
- 2024年 アレクサンダー・ヴォルツ（英語版）（オーストラリア）[5]
- 2022年 キム・シン（Shin Kim、韓国）
- 2020年/2021年 カルロ・マルゲティッチ（wikidata）（Karlo Margetić、ニュージーランド）
- 2018年 Alexandru-Stefan Murariu（ルーマニア）
- 2016年 Tian Tian（中国）
- 2014年 セバスティアン・アンドローネ（Sebastian Androne、ルーマニア）
- 2011年 Chang Eunho（韓国）
- 2009年 Lan-chee Lam（林蘭芝、香港）
- 2007年 酒井健治（日本）
- 2005年 ディアナ・ロタル（ルーマニア語版）[注釈 4]（ルーマニア）、David Philip Hefti（スイス）
- 2003年 オリヴァー・ヴェースピ（スイス）
- 1991年 ダン・デーデュ（ドイツ語版）（ルーマニア）

#### 室内楽作品
- 2024年 ダニエレ・ディ・ヴィルジリオ（Daniele Di Virgilio、イタリア）[5]
- 2022年 レオナルド・マリーノ（Leonardo Marino、イタリア）
- 2020年/2021年 Youngjae Cho（韓国）
- 2018年 Jung Hoon Nam（韓国）
- 2016年 カテリーナ・ディ・セッカ（Caterina Di Cecca、イタリア）
- 2014年 Alexandru Ștefan Murariu（ルーマニア）
- 2011年 Kwang Ho Cho（韓国）、Mihyun Woo（韓国）
- 2009年 Shen-Ying Qian（中国）
- 2007年 Megyery Krisztina（ハンガリー）
- 2005年 Maria Ungureanu（モルドバ）、Kim Young-Guk（韓国）
- 2003年 ディアナ・ロタル[注釈 5]（ルーマニア）、Vlad Harlav Maistorovici（ルーマニア）
- 1991年 Massim Trotta（イタリア）、 Michael Smtanin（オーストラリア）